# Gennem Flammerne
Gennem Flammerne er en amerikansk stumfilm fra 1921 af Victor Schertzinger.

## Medvirkende
- Tom Moore som William Lowry
- Helene Chadwick som Claudia Royce
- Molly Malone som Elizabeth Royce
- Kate Lester som Mrs. Royce
- Al W. Filson som Mr. Royce
- Freeman Wood som Davidge
- Charles Eldridge som Lowry Sr.
- Renée Adorée som Miss Lowry